# Ioachim Mareș
Ioachim Mareș (n. 12 martie 1927, Măgirești, Bacău, d. 24 aprilie 2009, Huși) a fost un episcop ortodox român, cel de-al 50-lea al Episcopiei Hușilor și primul de la reactivarea acesteia din 14 februarie 1996, activând între 4 iulie 1996 și 24 aprilie 2009. Ca episcop a deținut și calitatea de membru al Sfântului Sinod al Bisericii Ortodoxe Române.
A decedat la 24 aprilie 2009, în jurul orelor 14:30 în reședința episcopală de la Huși.
Ioachim Vasluianul s-a născut la 12 martie 1927, în satul Măgirești, județul Bacău, fiind fiul lui Nicolae Și Maria Mareș, la botez primind numele Ioan.
A urmat școala primară în satul natal, Seminarul „Sf. Gheorghe” din Roman, Facultatea de Teologie din Suceava (1946-1948), iar după desființarea acesteia a trecut în Transilvania la Institutul Teologic Universitar din Cluj (1948-1950). Aici a obținut și diploma de licență cu „Magna cum laude”, în 1950.
După căsătorie (cu Ana Munteanu) a fost hirotonit diacon, la 21 mai 1952 la Catedrala Episcopală din Roman, iar la 29 iunie același an este hirotonit ca preot la Catedrala Episcopală „Sf. Petru și Pavel” din Huși.
Timp de peste trei decenii a fost preot la următoarele parohii: parohia Damienești, județul Bacău (1952-1954), unde a reparat și a înfrumusețat biserica și casa parohială, la Târdeni unde a construit casa parohială (1954-1955); la biserica „Sf. Nicolae” din Moinești (1955-1962), la biserica din Leorda-Comănești, județul Bacău (1957-1967), la biserica „Sf. Nicolae” din Bacău (1972-1978); în același timp a reconstruit biserica parohială din satul natal Măgirești.
Din anul 1955 a îndeplinit următoarele funcții administrative: secretar al Protoeriei Moinești (1956-1972), membru al Adunării Eparhiale Roman și delegat în Adunarea Națională Bisericească (1962-1972), Președinte al Consistorului Eparhial al Episcopiei Romanului și Hușilor (1972-1978), după care, în urma unei bogate experiențe acumulate, i-a fost încredințată funcția de Vicar administrativ al acestei episcopii (1978-1985).
După moartea soției sale (1971), a fost ales Arhiereu-Vicar al Episcopiei Romanului și Hușilor, cu titlul de „Vasluianul”, călugărit sub numele de Ioachim, hirotonit și instalat la 24 noiembrie 1985. Ca Arhiereu-Vicar la Roman a desfășurat o activitate bogată misionar-pastorală, administrativ-gospodărească și culturală. Între anii 1985-1989 a consolidat, pictat și înfrumusețat biserica „Precista-Mare” din Roman, iar în anul 1991 a pus temelia celei mai mari catedrale din România, „Înălțarea Domnului”, în municipiul Bacău și a continuat construirea ei până în anul 2001.
La 4 iulie 1996, după reînființarea Episcopiei Hușilor, Sfântul Sinod al Bisericii Ortodoxe Române și Colegiul Elector Bisericesc l-au ales pe P.S. Ioachim în înalta demnitate de Episcop titular al Episcopiei Hușilor.
A editat și tipărit peste 20 de volume de cărți, dintre care: Cronica Episcopiei Romanului și Hușilor (11 volume). Începând cu anul 1995 se editează Cronica Episcopiei Hușilor, cuprinzând 6 volume cu studii, file de cronică, mărturii ale continuității și spiritualității românești. De asemenea a publicat în numeroase reviste bisericești, peste 100 de studii și articole, majoritatea în Mitropolia Moldovei și a Sucevei sau în Îndrumătorul bisericesc al Eparhiei Romanului.
Preasfințitul Ioachim Mareș, Episcop al Hușilor, a murit pe 24 aprilie 2009, la reședința episcopală din Huși.
Preasfintitul Pãrinte Ioachim Mares a vãzut lumina zilei la 12 martie 1927 în comuna Mãgiresti, judetul Bacãu, la botez primind numele de Ioan. A urmat scoala primarã în localitatea natalã, pentru scurtã vreme, Gimnaziul “Petru Rares” din Miercurea-Ciuc, Seminarul Teologic “Sfântul Gheorghe” din Roman si Facultatea de Teologie din Suceava (1946-1948), iar dupã desfiintarea acesteia, a trecut pe pãmânt transilvan, la Institutul Teologic Universitar din Cluj (1948-1950). Aici a obtinut si diploma de licentã în Teologie, în anul 1950. Dupã cãsãtorie (cu Ana Munteanu) a fost hirotonit diacon (în mai 1952 în Catedrala eparhialã din Roman) iar în 29 iunie acelasi an, preot, în catedrala episcopalã din Husi. Vreme de peste trei decenii a pãstorit cu mult devotament preotesc la mai multe parohii din judetul Bacãu, unde a înfrumuset at, a reparat si extins atât bisericile, cât si casele parohiale. În acelasi timp, a reconstruit biserica parohialã din satul sãu natal, Mãgiresti, judetul Bacãu. În paralel, a fost si secretar protopopesc la Moinesti (1957-1967), deputat eparhial (1962-1972), presedinte al Consistoriului eparhial al Episcopiei Romanului si Husilor (1972-1978), dupã care, în urma bogatei experiente acumulate în domeniul bisericesc, i s-a încredintat functia de vicar administrativ al acestei episcopii (1978-1985). La câtiva ani dupã trecerea la cele vesnice a sotiei sale (1971), a fost ales Arhiereu-Vicar al Eparhiei Romanului si Husilor, cu titlul de “Vasluianul”, cãlugãrit sub numele de “Ioachim”, hirotonit si instalat în 24 noiembrie 1985. Ca Arhiereu-Vicar la Roman a desfãsurat o bogatã activitate misionar-pastoralã, administrativ-gospodãreascã si culturalã. În anul 1991, a pus temelia celei mai mari catedrale din România, în municipiul Bacãu, cu hramul “Înãltarea Domnului” si a continuat construirea ei pânã în anul 2001. În urma reînfiintãrii Episcopiei Husi, Ioachim Vasluianul a fost ales Episcop al Husilor (în 4 iulie 1996), înscãunarea sa fãcându-se la 15 septembrie 1996. Din anul 1997 si pânã în prezent, a consolidat, restaurat si înfrumuset at catedrala episcopalã din Husi, împreunã cu resedinta si cu toate dependintele acestui Centru Eparhial. Între anii1999-2004, a înãltat biserica Mãnãstirii “Schimbarea la Fatã” din Husi, precum si o clãdire cu etaj, cu 40 de camere, pentru buna functionare a acestei mãnãstiri. În perioada 2000-2004 a construit clãdirea pentru Muzeul Eparhial Husi. În cadrul Episcopiei Husilor, în perioada 2000- 2004, s-au construit biserici la Spitalele din Bârlad, Negresti si Husi si au fost sfintite peste 50 de locuri de constructii noi de biserici parohiale si filiale, unele fiind terminate si sfintite iar altele în curs de finalizare. În prezent, Centrul Eparhial Husi a recuperat 890 hectare teren agricol, nepreluate de parohiile din aceastã eparhie, de la consiliile comunale respective, 100 hectare teren agricol, proprietatea Centrului Eparhial precum si 300 hectare pãdure. Pe lângã aleasa activitate pastoral-misionarã si administrativ-gospodãreascã, a publicat temeinice si documentate lucrãri, a tipãrit altele în calitate de redactor, între lucrãrile personale amintim: “Monografia bisericii Sf. Nicolae din Bacãu” (Roman, 1983), “Monografia bisericii din Mãgiresti” (Roman, 1988), “Constiintã si slujire preoteascã”. E editat “Cronica Episcopiei Romanului si Husilor”, în 10 volume (Roman, 1985-1994); “Cronica Episcopiei Husilor”, în 10 volume (1995-2004), a publicat 96 de studii si articole, majoritatea în “Mitropolia Moldovei si Sucevei” sau în “Îndrumãtorul bisericesc al Eparhiei Romanului”. Preasfintia Sa a fost membru al Sfântului Sinod al Bisericii Ortodoxe Române precum si în diferite asociatii din tarã.